# .mp
.mp – domena internetowa przypisana do Marianów Północnych. Została utworzona 22 października 1996. Zarządza nią Saipan Datacom.